# Concetto Bobath
Il Concetto Bobath è il modello concettuale di trattamento delle persone con condizione neurologica 
maggiormente diffuso e utilizzato nella Fisioterapia occidentale.
Si tratta di un concetto problem-solving basato sulla Medicina basata su prove di efficacia ed è in accordo con la Classificazione internazionale del funzionamento, della disabilità e della salute dell'Organizzazione mondiale della sanità.
Viene utilizzato dal Fisioterapista, Logopedista, Terapista Occupazionale e Medico, solo dopo aver seguito un'adeguata formazione nell'utilizzo del ragionamento clinico e del Modello di Pratica Clinica del Concetto Bobath applicato al trattamento delle condizioni neurologiche.
I professionisti sanitari per potersi dichiarare formati nel Concetto Bobath devono aver seguito almeno un corso Bobath Base, e due corsi Bobath Avanzati negli ultimi 5 anni di attività professionale e formativa come definito dall'IBITA [www.ibita.org]. L'IBITA International Bobath Instructor Training Association è l'associazione internazionale che promuove e certifica la validità dei corsi Bobath.
Fanno parte dei pazienti neurologici le persone colpite da ictus, lesione spinale, o affette da atassia cerebellare, sclerosi multipla, malattia di Parkinson, sclerosi laterale amiotrofica, o persone che hanno avuto delle lesioni al Sistema nervoso periferico, forme di Malattia rara, e altre problematiche neurologiche.
Inoltre include tutti i bambini con Paralisi cerebrale infantile e altre condizioni neurologiche evolutive.
Nato inizialmente come strumento per il ricondizionamento neuromotorio nelle sindromi neurologiche infantili e dell'età dello sviluppo, il concetto si è successivamente diviso e fortemente sviluppato nel trattamento per adulti, che prevede un'analisi oggettiva delle capacità funzionali residue e del potenziale inespresso del paziente stimolabile con l'apprendimento e la neuroplasticità.
Il trattamento segue il filo logico del Model Of Bobath Clinical Practice, che è il modello di ragionamento clinico del concetto Bobath, come descritto in diversi articoli presenti nella letteratura scientifica.
Il trattamento pone al centro il paziente e i suoi bisogni funzionali. In aggiunta, il fisioterapista, dopo aver attentamente valutato la condizione funzionale del paziente, formula una serie di ipotesi terapeutiche che poi si sviluppano in un trattamento che facilita l'integrazione, il controllo posturale anticipatorio, il frazionamento e la selettività del movimento.
La formazione dei terapisti Bobath è condizionata dalla partecipazione e alla conclusione con successo del corso Bobath Base e successivamente di almeno due Corsi Bobath Avanzati che vengono tenuti da docenti Bobath riconosciuti dall'associazione internazionale IBITA e dall'associazione italiana AIDB, oltre ad un continuo aggiornamento nella neurofisiologia del movimento, nella biomeccanica e nel movimento tipico umano.
Alla base del concetto ci sono le più approfondite ed attuali conoscenze nel campo dell'apprendimento motorio, del movimento tipico umano e della neuroplasticità.
Il concetto Bobath inoltre prevede che durante il trattamento siano coinvolte tutte le figure che ruotano attorno al paziente (famiglia, specialisti medici, care givers, altri specialisti della riabilitazione...), in modo che il trattamento sia continuativo nell'arco della giornata e non solo limitato ad un'ora di trattamento. Questo specifico approccio viene chiamato Bobath 24 ore.

## Storia del Concetto Bobath
Il tutto è nato dall'intuizione dei coniugi Berta e Karel Bobath, lei fisioterapista e lui medico neurologo, che intorno agli anni 50 del secolo scorso ebbero l'intuizione di trattare il paziente con condizioni neurologiche per accompagnarlo in un processo riabilitativo.
All'epoca la fisioterapia non conosceva il concetto di neuroplasticità e tutto si basava sui concetti della neurologia ottocentesca con una visione gerarchica del sistema nervoso centrale e con una immodificabilità del paziente neurologico in seguito ad un danno.
Berta iniziò invece a trattare i pazienti con condizioni neurologiche con una visione pionieristica della riabilitazione e basandosi molto sull'esperienza clinica acquisita grazie all'osservazione.
I coniugi Bobath morirono nel 1992 e lasciarono nelle mani dell'IBITA il compito di continuare con lo sviluppo e la diffusione del concetto a livello mondiale.
Dal 1992 fino ai primi anni 2000 il concetto subì una profonda rivisitazione in termini di principi teorici fondanti e in termini di ragionamento clinico utilizzato dai fisioterapisti formati. Tutto il concetto venne aggiornato con le attuali conoscenze neurofisiologiche, cinematiche e biomeccaniche mantenendo come obiettivo principale il recupero funzionale del paziente con danno neurologico.
L'avvento dell'Evidence Based Medicine ha iniziato a porre ulteriori sfide all'interno del concetto Bobath e ad oggi c'è una continua pubblicazione di studi scientifici in corso per verificare la validità e spiegare con più chiarezza come si caratterizza la pratica clinica del fisioterapista Bobath.

## Il ruolo della Facilitazione
La facilitazione è uno degli elementi unici che caratterizzano il concetto Bobath. Il fisioterapista durante il trattamento utilizza l'ambiente circostante, la propria manualità e le facilitazioni verbali.
L'interazione tra ambiente paziente e terapista è la parte generante per il trattamento riabilitativo.

## Obiettivo dell'intervento riabilitativo
È di migliorare o recuperare le funzioni perse in seguito ad un danno, o non acquisite nel caso dell'età evolutiva.

## La misurazione dei risultati
La misurazione gli outcomes motori e funzionali avviene attraverso l'utilizzo di scale di valutazione validate.